# César d'Estrées

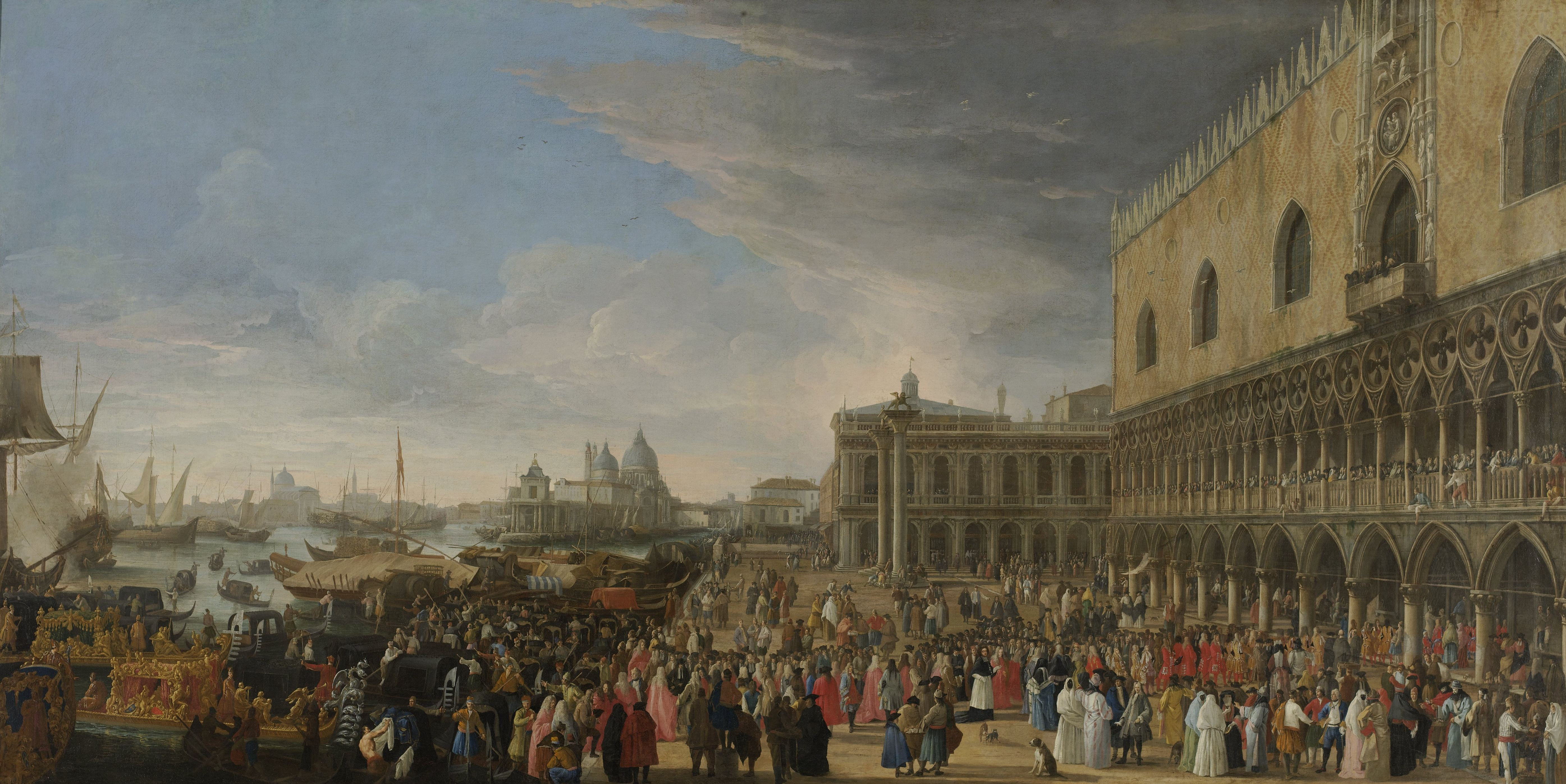
Recepción del cardenal en Venecia, Tabla de Luca Carlevaris, (1701).

César d'Estrées (París, 5 de febrero de 1628 - París, 18 de diciembre de 1714), fue un clérigo y político francés, obispo de Laon y cardenal de la Iglesia católica. 

## Vida
Fue uno de los hijos de François-Annibal d'Estrées, hermano de Gabrielle de Estrées. Fue abad de Saint-Germain-des-Prés, duque y obispo de Laon, cardenal sacerdote de Santa Maria in Via (1672), cardenal obispo d’Albano, cardenal sacerdote de Santissima Trinità al Monte Pincio, de embajador de la Santa Sede en España (enviado por Luis XIV a la corte de Felipe V), comendador de la Orden del Espíritu Santo y par de Francia. Fue elegido miembro de la Academia Francesa en 1658.
Fue él quien consagró la iglesia Saint Montain de La Fère, (en l'Aisne) en 1657, en presencia de Luis XIV, de la reina madre Ana de Austria, del duque de Anjou, del cardenal Mazarino y de una gran cantidad de personalidades.
Con la esperanza (dicen), de ser nombrado cabeza del Consejo de conciencia encargado de designar los titulares de los altos cargos eclesiásticos, hizo construir y ofrecer al Rey los Globos de Coronelli.
Entre 1702-1703, sirvió como embajador francés a la corte de Felipe V de España, primer rey borbón de aquella corona.